# Hauptidia maroccana
Hauptidia maroccana är en insektsart som först beskrevs av Melichar 1907.  Hauptidia maroccana ingår i släktet Hauptidia och familjen dvärgstritar. Inga underarter finns listade i Catalogue of Life.